# Лидовская, Татьяна Сергеевна
Татья́на Серге́евна Лидо́вская (24 января 1913, с. Успенка, Старооскольский уезд, Курская губерния, Российская империя — 9 мая 1997, с. Зелёный Гай, Великобурлукский район, Харьковская область, Украина) — звеньевая семеноводческого совхоза «Красная волна» (Великобурлукский район Харьковской области Украинской ССР), Герой Социалистического Труда (1948).

## Биография
Родилась 24 января 1913 года в селе Успенка Старооскольского уезда Курской губернии (ныне — Губкинского района Белгородской области), в крестьянской семье. По национальности русская.
Окончила начальную школу, в 1933 году трудоустроилась в совхоз «Красная волна (совхоз)» Великобурлукского района Харьковской области. После освобождения района от оккупации стала звеньевой полеводческого звена по выращиванию зерновых, которое по итогам 1947 года собрало урожай ржи 31,14 центнера с гектара на участке 20 гектаров.
Указом Президиума Верховного Совета СССР от 13 марта 1948 года «за получение высоких урожаев пшеницы и ржи в 1947 году» удостоена звания Героя Социалистического Труда с вручением ордена Ленина и золотой медали «Серп и Молот». Этим же указом звания Героя Труда были удостоены ещё 8 хлеборобов совхоза «Красная волна» во главе с его директором А. А. Майбородой.
Проживала в селе Зелёный Гай Великобурлукского района Харьковской области. Умерла 9 мая 1997 года.
Награждена орденом Ленина (13.03.1948), медалями.